# Handbuch der ärztlichen Erfahrungen im Weltkriege 1914/1918

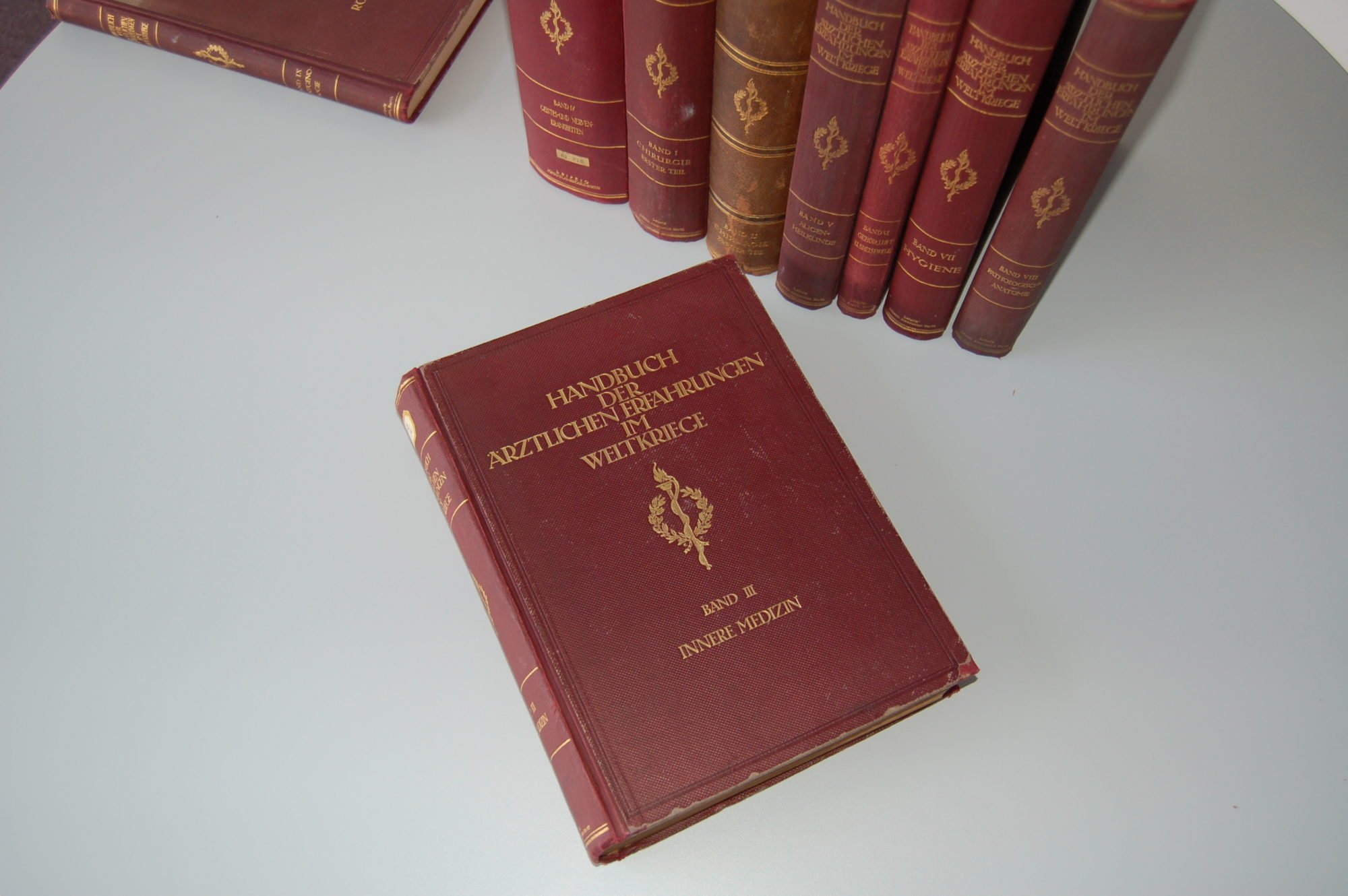
Band III der Reihe des Handbuchs der ärztlichen Erfahrungen im Weltkriege

Das Handbuch der ärztlichen Erfahrungen im Weltkriege 1914/1918 ist ein zwischen 1921 und 1934 von Otto von Schjerning herausgegebenes neunbändiges medizinisches Werk, das der wissenschaftlichen Verarbeitung und therapeutischen Verwertung der im Ersten Weltkrieg gesammelten ärztlichen Erfahrungen diente. An dem Handbuch haben namhafte Vertreter der zeitgenössischen Medizin mitgewirkt. Unter ihnen waren neben Otto von Schjerning auch Ferdinand Sauerbruch oder August Bier. Mitfinanziert wurde das Handbuch von der Fürst Donnersmarck-Stiftung, deren Kuratoriumsmitglied von Schjerning war.

## Band I. Chirurgie: Theil 1
Der Band wurde 1922 von dem Chirurgen Erwin Payr herausgegeben.

## Band II. Chirurgie: Theil 2
Der Band wurde 1922 von dem Chirurgen Erwin Payr herausgegeben.

## Band III. Innere Medizin
Der Band wurde 1921 von dem Internisten Ludolf Krehl herausgegeben.

## Band IV. Geistes- und Nervenkrankheiten
Der Teilband 1 wurde 1922 und der Teilband 2 1922-1934 von dem Psychiater und Neurologe Karl Bonhoeffer herausgegeben.

## Band V. Augenheilkunde
Der Band erschien 1922 und wurde von dem Ophthalmologen Theodor Axenfeld herausgegeben.

## Band VI. Gehörorgan, obere Luft- und Speisewege
Der 1921 erschienene Band wurde von dem Hals-Nasen-Ohren-Arzt Otto Voß herausgegeben.

## Band VII. Hygiene
Der 1922 erschienene Band wurde von dem Mediziner Wilhelm Hoffmann herausgegeben.

## Band VIII. Pathologische Anatomie
Der Band wurde 1921 von dem Pathologen Ludwig Aschoff herausgegeben.

## Band IX. Röntgenologie
Der Band enthält Arbeiten zur Röntgendiagnostik und zur Röntgenthearpie sowie zur „Einrichtung und Betriebsweise der Röntgenstationen im Felde“. Er wurde 1922 von dem Arzt und Radiologen Rudolf Grashey herausgegeben und enthält Beiträge von Rudolf Grashey, Albrecht Burchard, Alban Köhler, Nicolai Guleke, Friedrich Hauptmeyer, Theodor Deneke, Franz Maximilian Groedel, Hermann Zondek, Karl Kaestle, Walter Alwens, Otto Strauss, Kurt Engelbrecht, Albert Blau sowie von Hans Meyer.